# Державний військово-промисловий комітет Республіки Білорусь

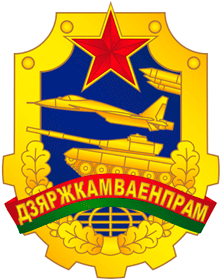
Геральдичний знак-емблема Державного військово-промислового комітету Республіки Білорусь

Державний військово-промисловий комітет Республіки Білорусь — відомство уряду Білорусі, уповноважене організовувати виробництво і розміщення зброї. Голова комітету і 3 його заступники призначаються і знімаються з посад президентом. З 4 червня 2020 року пост голови комітету займає Дмитро Пантус.

## Структура
- Апарат — 6 управлінь, 2 відділи і 2 сектори;
- Підприємства — «Алевкурп», «Белвнешпромсервис», «Белспецвнештехника», «Белтехекспорт», Дослідний завод «Неман» (міста Ліда, Гродненська область), «Завод точної електромеханіки» (р. Дзержинськ, Мінська область), «Конструкторське бюро Дисплей» (Вітебськ), «КБ Радар», «Мінський НДІ радіоматеріалів», «Мінський електромеханічний завод», «НДІ засобів автоматизації», «СКБ Камертон», «1993-тя центральна інженерно-ремонтна база» (р. Слуцьк, Мінська область), «2566-й завод з ремонту радіоелектронного озброєння» (Борисов, Мінська область).

## Завдання
- Забезпечення розробки і утримання зброї;
- сприяння виробництву зброї підпорядкованими підприємствами для забезпечення армії та збільшення її збуту за кордон;
- Забезпечення військово-промислового співробітництва;
- Нагляд за переміщенням зброї через державний кордон;
- Забезпечення навігації.

## Повноваження
Згідно зі Статутом відомство має повноваження на:
- Видатки на замовлення дослідів і розробки зброї;
- Запити та отримання відомостей про зброю;
- Створення міжвідомчих рад за участю спеціалістів на підставі договорів[2].

## Міжнародні санкції
Після початку вторгнення Росії в Україну в 2022 році комітет, його голова Пантус та багато білоруських військово-промислових підприємств потрапили до списку спеціально позначених громадян та заблокованих осіб США, а також під санкції Австралії, Великої Британії, Канади, Нової Зеландії, Японії та України. Усі ці країни, крім Японії, внесли до списків санкцій і В'ячеслава Россолая, заступника голови комітету. 3 червня 2022 року комітет було включено до списку санкцій Євросоюзу; згодом до цих санкцій приєдналася Швейцарія. У червні 2023 року Євросоюз та Швейцарія приєдналися до санкцій проти Пантуса, а в грудні ввели санкції проти першого заступника голови комітету Олега Міщенка. Міщенко із серпня 2024 року також перебуває під санкціями Канади.